# Glipa thoracica
Glipa thoracica es una especie de coleóptero de la familia Mordellidae.

## Distribución geográfica
Habita en Nepal.